# It's Magic, Charlie Brown
It's Magic, Charlie Brown (en español Esto es magia, Charlie Brown) es el vigésimo primer especial animado en horario prime-time basado en el popular cómic diario Peanuts, de Charles M. Schulz. Se estrenó el 21 de abril de 1981 por la CBS.

## Sinopsis
Charlie Brown le dice a Snoopy que tiene que hacer algo más que comer y dormir, así que le da su tarjeta de la biblioteca para que vaya a buscar algunos libros. Al ir a la biblioteca, encuentra un libro de magia, que se lleva. Este libro lo inspira para hacer un espectáculo de magia (bajo el nombre artístico de "El gran Houndini/Sabuesini"). 
Sally y Marcie son las asistentes de Snoopy, siendo esta última también la anunciadora. En el show, hace el truco de sacar a un conejo de la galera (que en realidad es Woodstock con orejas de conejo) y el truco de los aros, en el que no le va muy bien. Ambos trucos provocan la ira de un espectador, que exige su dinero, pero Snoopy lo calla rápidamente. Luego de otros trucos (algunos fracasados, otros no tanto) Snoopy hace desaparecer a Charlie Brown frente a todos. 
Una tormenta repentina termina con el show antes de lo previsto, y Charlie Brown queda invisible. Convencido de que va a seguir siendo así durante el resto de su vida, se prepara para "recorrer el mundo como un alma perdida", y cuando Sally se entera, empieza a mudarse al cuarto de su hermano. Charlie decide alimentar a Snoopy para mostrarle lo sucedido. Al darse cuenta de que no puede revertir el truco, intenta un par de ideas para hacer a su dueño visible, incluyendo poner una manta sobre su cabeza, lo que asusta a Sally y hace desmayar al propio Charlie Brown al verse en el espejo.
A pesar del inconveniente, Charlie Brown se da cuenta de que tiene una oportunidad dorada para patear la pelota de Lucy sin que ella la quite. Aprovechando su invisibilidad, Charlie Brown finalmente patea la pelota varias veces, ante el desconcierto de ella. 
Furiosa de que Charlie Brown halla pateado la pelota, Lucy obliga a Snoopy a hacer visible a Charlie Brown, amenazando con pegarle si no lo hace. Snoopy estudia el libro, y luego de probar algunos hechizos con Woodstock, empieza a arrojar el contrahechizo a todas direcciones. Por desgracia para Charlie Brown, Snoopy le lanza el contrahechizo justo cuando iba a volver a patear la pelota, por lo que Lucy la quita y su amigo cae al suelo.
Cuando Charlie dice haber pateado la pelota, Lucy dice que eso es falso y que nadie le creerá. Cuando ella se burla de las habilidades mágicas de Snoopy, este la hace levitar, como en el show, y la deja flotando, mientras se va con Charlie Brown entre risas. Durante los créditos finales, Linus baja a su hermana con su mantita. 

## Reparto
| Personaje        | Actor de Voz Original | Actor de redoblaje (Latinoamérica) |
| ---------------- | --------------------- | ---------------------------------- |
| Charlie Brown    | Michael Mandy         | José Manuel Vieira                 |
| Lucy             | Sidney Penny          | Lilo Schmid                        |
| Sally Brown      | Cindi Reilly          | Rossana Cicconi                    |
| Linus            | Earl "Rocky" Reilly   | Maythe Guedes                      |
| Marcie           | Shannon Cohn          | Mercedes Prato                     |
| Peppermint Patty | Brent Hauer           | María Teresa Hernández             |
| Franklin         | Christopher Donohoe   | Jhaidy Barboza                     |
| Snoopy           | Bill Melendez         | Bill Melendez                      |

- Se sabe de la existencia de un doblaje mexicano con Gisela Casillas en la voz de Charlie Brown.
- El redoblaje venezolano fue hecho para el programa-paquete Estás en Nickelodeon, Charlie Brown a fines de los 90s.

## Distribución en video

### Lanzamiento en VHS
A mediados de los 90's, Paamount Pictures incluyó el especial en el Vol. 6 de la colección Snoopy Double Feature, junto con What a Nightmare, Charlie Brown!.

### Lanzamiento en DVD
El 2 de septiembre de 2008 Warner Home Video lanzó el DVD de It's the Great Pumpkin, Charlie Brown, incluyendo a It's Magic... como especial adicional. Este DVD también se incluyó en la colección Peanuts Holiday Collection, editada el 23 de septiembre de 2008, junto con A Charlie Brown Thanksgiving y A Charlie Brown Christmas.